# Švajcarnica
Švajcarnica – wieś w Chorwacji, w żupanii osijecko-barańskiej, w gminie Darda. W 2011 roku liczyła 196 mieszkańców.